# مانوئل خوزمن
مانوئل خوزمن (به انگلیسی: Manuel Guzmán) (زادهٔ ۱۳ اکتبر ۱۹۶۹) شناگر اهل پورتوریکو است.